# Celina Jaitly
Celina Jaitly (Shimla, 24 november 1981) is een Indiaas model en Bollywood-actrice.

## Biografie
Jaitly is de dochter van een Punjabi kolonel en Afghaanse verpleegster. Ze heeft een broer die, net als hun ouders, in het Indiase leger diende. Ook Jaitly had de intentie zich aan te sluiten bij het leger als piloot of dokter, maar haar carrière liep anders tijdens het verblijf van het gezin in Calcutta. Ze won de Miss India-titel in 2001 en nam deel aan de verkiezingen voor Miss Universe 2001. In 2001 verscheen ze in Jazzy B's populaire muziekvideo "Oh Kehri" en in de muziekvideo "Tu Mast Kalandar" van Sukhdev Sukha. In 2003 maakte Jaitly haar filmdebuut in Janasheen. De film was een matig kassucces in India. Verder speelde ze onder andere in Silsiilay, No Entry (2005), Tom, Dick, and Harry (2006) en Shrimathi (2011).
Ze is sinds de start van haar carrière merkvertegenwoordiger van Ponds (2001-2004), Margo (2001-2003), Sepang Circuit Malaysia 2002 Ayur (2002-2004), Gitanjali (2003-heden), PETA (2005-heden), Jashn (2006-heden), Proactv (2008-heden), RICHFEEL (2012-heden), 18 Again (2012-heden) en United Nations Equality Champions (2013-heden).

## Privéleven
Jaitly is getrouwd met de Oostenrijkse ondernemer en hotelier Peter Haag. Het stel werd in maart 2012 ouders van een tweeling. Jaitly beviel in 2017 opnieuw van een tweeling, waarbij een van de jongetjes overleed aan een hartafwijking.
Ze woont in Oostenrijk, Singapore en Dubai.

## Filmografie
| Jaar | Film                              | Rol             | Opmerking                |
| ---- | --------------------------------- | --------------- | ------------------------ |
| 2003 | Janasheen                         | Jessica Pereira |                          |
| 2003 | Khel – No Ordinary Game           | Saanjh Batra    |                          |
| 2004 | Suryam                            | Madhulatha      | Telugu film              |
| 2005 | Silsiilay                         | Preeti          |                          |
| 2005 | No Entry                          | Sanjana Saxena  |                          |
| 2006 | Jawani Diwani: A Youthful Joyride | Roma Fernandes  |                          |
| 2006 | Zinda                             | Nisha Roy       |                          |
| 2006 | Tom, Dick, and Harry              | Celina          |                          |
| 2006 | Apna Sapna Money Money            | Saania          |                          |
| 2007 | Red: The Dark Side                | Anahita Saxena  |                          |
| 2007 | Shakalaka Boom Boom               | Sheena          |                          |
| 2007 | Heyy Babyy                        |                 | in nummer "Heyy Babyy"   |
| 2008 | C Kkompany                        |                 | in nummer "Speaker Baje" |
| 2008 | Money Hai Toh Honey Hai           | Shruti          |                          |
| 2008 | Golmaal Returns                   | Meera mena      |                          |
| 2009 | Paying Guests                     | Kalpana         |                          |
| 2009 | Accident on Hill Road             | Sonam Chopra    |                          |
| 2010 | Hello Darling                     | Candy Fernandes |                          |
| 2011 | Thank You                         | Maya            |                          |
| 2011 | Shrimathi                         | Sonia           | Kannada film             |
| 2012 | Will You Marry Me?                | Vaishali        | gastoptreden             |
| 2020 | Season's Greetings                | Romita          | korte film op ZEE5       |